# Scilab
Scilab (/ˈsaɪlæb/) — пакет прикладных математических программ, предоставляющий открытое окружение для инженерных (технических) и научных расчётов. Это самая полная общедоступная альтернатива MATLAB.

## История
С 1994 года распространяется вместе с исходным кодом через Интернет. В 2003 году для поддержки Scilab был создан консорциум Scilab Consortium. Сейчас в него входят 25 участников, в том числе INRIA и ENPC (Франция).

## Возможности
Scilab содержит сотни математических функций, и есть возможность добавления новых, написанных на различных языках (C, C++, Fortran и т. д.). Также имеются разнообразные структуры данных (списки, полиномы, рациональные функции, линейные системы), интерпретатор и язык высокого уровня.
Scilab был спроектирован как открытая система, и пользователи могут добавлять в него свои типы данных и операции путём перегрузки.
В системе доступно множество инструментов:
- 2D- и 3D-графики, анимация
- Линейная алгебра, разреженные матрицы (sparse matrices)
- Полиномиальные и рациональные функции
- Интерполяция, аппроксимация
- Симуляция: решение ОДУ и ДУ
- Scicos: гибрид системы моделирования динамических систем и симуляции
- Дифференциальные и не дифференциальные оптимизации
- Обработка сигналов
- Параллельная работа
- Статистика
- Работа с компьютерной алгеброй
- Интерфейс к Fortran, Tcl/Tk, C, C++, Java, LabVIEW

Scilab имеет схожий с MATLAB язык программирования. В состав пакета входит утилита, позволяющая конвертировать документы Matlab в Scilab.
Scilab позволяет работать с элементарными и большим числом специальных функций (Бесселя, Неймана, интегральные функции), имеет мощные средства работы с матрицами, полиномами (в том числе и символьно), производить численные вычисления (например, численное интегрирование) и решение задач линейной алгебры, оптимизации и симуляции, мощные статистические функции, а также средство для построения и работы с графиками.
Для численных расчётов используются библиотеки Lapack, LINPACK, ODEPACK, Atlas и другие.
В состав пакета также входит Scicos — инструмент для редактирования блочных диаграмм и симуляции (аналог simulink в пакете MATLAB).
Имеется возможность совместной работы Scilab с программой LabVIEW.

## Распространение
Программа доступна для различных операционных систем, включая Linux, Microsoft Windows и Mac OS X. Возможности Scilab могут быть расширены внешними программами и модулями, написанными на разных языках программирования.
Программа имеет открытый исходный код, что позволяет как свободное коммерческое использование и распространение неизменённых версий, так и некоммерческое распространение измененных версий, которые должны включать в себя исходный код. Для коммерческого распространения измёненных версий необходимо согласование с INRIA.
Начиная с версии 5.0 программа распространяется под совместимой с GNU GPL 2 лицензией CeCILL.

## Отличительные особенности
Отличия от некоторых коммерческих программ:
- Бесплатность.
- Свободность (с версии 5.0).
- Маленький размер — дистрибутив 4 версии занимал менее 20 МБ против более чем двухгигабайтного пакета MATLAB. Инсталлятор 5 версии (5.4.1) увеличился в объёме до 117 МБ.
- Возможность запуска в консоли без использования графического интерфейса, в том числе в версии под Windows (в UNIX и Windows версиях MatLab-а эта возможность присутствует тоже). Это позволяет производить автоматизированные вычисления, есть пакетный режим.

## Примеры

### Простые вычисления
Код, задающий матрицу и считающий определитель:
```
 
M
=[
1
 
6
 
8
;
 
7
 
8
 
8
;
 
1
 
6
 
0
]

 
det
(
M
)

```

### Графики
Построение простого графика функции
```
 
//установка значения x

 
x
=[
0
:
0.1
:
2
*
%pi
];

 
//простой график

 
plot2d
(
sin
(
x
))

```

Более сложный график функции:
```
 
set
(
"figure_style"
,
"new"
)
 
//создать фигуру

 
subplot
(
211
)

 
a
=
gca
()
 
//получить текущие оси координат

 
a
.
box
=
"off"
;

 
t
=
-
%pi
:
0.3
:
%pi
;
plot3d
(
t
,
t
,
sin
(
t
)
'*
cos
(
t
),
80
,
50
,
'X@Y@Z'
,[
5
,
2
,
4
]);

 
subplot
(
212
)

 
plot2d
();
 
//простой график

 
a
=
gca
();
 
//получить текущие оси координат

 
a
.
box
=
"off"
;

 
a
.
x_location
=
"middle"
;

```